# Middletown (Delaware)
Middletown is een plaats (town) in de Amerikaanse staat Delaware, en valt bestuurlijk gezien onder New Castle County.

## Demografie
Bij de volkstelling in 2000 werd het aantal inwoners vastgesteld op 6161. In 2006 is het aantal inwoners door het United States Census Bureau geschat op 10.272, een stijging van 4111 (66,7%).

## Geografie
Volgens het United States Census Bureau beslaat de plaats een oppervlakte van 16,6 km², geheel bestaande uit land. Middletown ligt op ongeveer 15 m boven zeeniveau.

## Plaatsen in de nabije omgeving
De onderstaande figuur toont nabijgelegen plaatsen in een straal van 24 km rond Middletown.